# Salmson 2
Salmson 2, (định danh quân sự Salmson 2 A2) là một loại máy bay trinh sát hai tầng cánh của Pháp do hãng Salmson chế tạo.

## Biến thể
Salmson 4
Salmson 5
Salmson 7
Salmson Limousine

## Quân sự

### Thời chiến
Pháp
 Hoa Kỳ
- Lực lượng viễn chinh Hoa Kỳ

### Sau chiến tranh
Bỉ
- Không quân Bỉ

 Tiệp Khắc
 Nhật Bản
- Lục quân Đế quốc Nhật Bản

 Peru
- Không quân Peru

 Ba Lan
- Không quân Ba Lan

 Tây Ban Nha
 Nga /  Liên Xô
- Không quân Liên Xô

## Tính năng kỹ chiến thuật

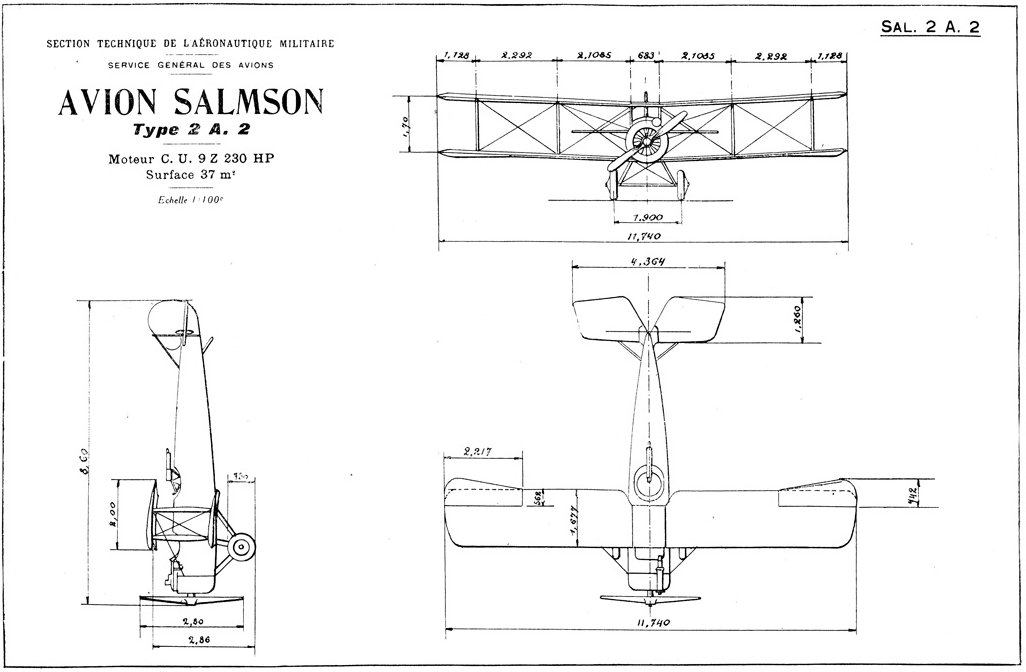
Salmson 2 A.2

Dữ liệu lấy từ Davilla and Soltan
Đặc điểm tổng quát
- Kíp lái: 2
- Chiều dài: 8,5 m (27 ft 10½ in)
- Sải cánh: 11,75 m (38 ft 6½ in)
- Chiều cao: 2,9 m (9 ft 6 in)
- Diện tích cánh: 37,27 m² (401 ft²)
- Trọng lượng rỗng: 780 kg (1.716 lb)
- Trọng lượng có tải: 1.290 kg (2.838 lb)
- Động cơ: 1 × Salmson 9Za kiểu động cơ piston, 172 kW (230 hp)

 Hiệu suất bay 
- Vận tốc cực đại: 188 km/h (101 knot, 116 mph)
- Tầm bay: 500 km (270 nm, 310 mi)
- Trần bay: 6.250 m (20.500 ft)

- Vận tốc leo cao: 2,000 m (7 ft) trong 7 phút 13 giây[1]

Trang bị vũ khí

- Súng: 

  - 1 × súng máy Vickers 0.303 in
  - 2 × súng máy Lewis 0.303 in